# 安井誠一郎
安井誠一郎（日语：やすい せいいちろう，1891年3月1日—1962年1月19日），日本政治人物、内務官僚。東京都榮譽市民。曾擔任東京都知事長達12年（第1、2、3代）以及參議員。

## 生平
安井誠一郎出生於岡山縣御津郡伊島村，先後就讀於岡山縣立岡山國中、舊制第一高中，以及東京帝國大學法學部。他於1920年進入內務省，後來擔任茨城縣總務課長。在休學並留學德國之後，他成為了東京市社會局局長，致力於地震災後的復原工作。同時，他也曾擔任茨城縣和神奈川縣的警視。
1928年卸任後，他曾競選茨城縣眾議員，但未成功當選。隨後，他返回內務省，先後擔任富山縣、兵庫縣、福岡縣的警察局長府県，之後轉任東京市衛生局和社會事務局局長。1931年，受朝鮮總督宇垣一成之邀擔任秘書，後擔任朝鮮總督府局長，並在1936年被任命為京畿道知事。隨後，他出任拓務省事務局局長，並擔任多個殖民地管理職位。
在日本，他於1940年起擔任新潟縣知事，隨後出任東京市電力局局長，並於1946年成為幣原內閣的厚生勞動大臣。然而，他在5月因內閣辭職而辭去這一職務。同年7月，他再次當選為政府官員，被任命為東京都知事，並且一直擔任這一職位直至退休。

### 東京都知事卸任
安井誠一郎在1959年未參加東京都知事選舉，並宣布辭去該職務。卸任後，他被提名為榮譽市民並於1962年獲得這一榮譽。1960年，在自由民主黨的支持下，他從原東京1區競選眾議員並當選，但於1962年1月19日任內去世，享年70歲。他目前安葬於多摩靈園。
在他生命的最後幾年，作為國會議員，他積極參與了連接東京市中心和羽田機場的單軌電車項目。他曾計劃成為該項目運營公司日本高架電鐵（後來的東京單軌電車）的董事長，但直到他去世為止，這一計劃都未實現 。

## 獎項
- 勳一等旭日大綬章
- 榮譽市民

## 著書
- 『安井誠一郎小伝』馬島僴、大学書房、1962
- 安井誠一郎傳』安井誠一郎氏記念像建設委員会編、東京商工会議所、1967
- 『第一次大戦後のドイツ : 安井誠一郎ドイツ留学日記より』尾平佳津（二女）編・刊、1986。非売品

## 關聯項目
- 東京都知事
- 日蓮宗